# Икакос
Ика́кос (исп. Hicacos) — полуостров на северном побережье Кубы, в провинции Матансас. На полуострове расположен курортный город Варадеро. Название полуострова происходит от разновидности кактуса.

## География
Длина полуострова 18 км, а ширина меняется от 0,5 км до 2,5 км. Северная оконечность полуострова Икакос является наиболее северной точкой острова Куба. 
На северо-востоке полуострова расположен природный парк Икакос-Пойнт. Этот экологический заповедник был создан в 1974 году.